# 广安郡
广安郡，中国南北朝时设置的郡。
- 东魏武定元年（543年）置广安郡，属廓州。治所在今山西原平市境。故治在今原平市北17.5公里崞阳镇。廓州有广安、永定、建安三郡寄山城，北齐废广安郡改为北显州。
- 北齐置广安郡，治所在招远县（今山西朔州市），属北朔州。辖境约当今山西省朔州市及神池县、五寨县、岚县、兴县等地。隋文帝开皇三年（583年）废广安郡。
- 西魏设立广宁郡，治所在鄣县（今甘肃省漳县西南五里）。北周废广安郡。
- 南朝梁天监三年（504年）置定远郡，后改临濠郡。北齐改广安郡，属西楚州。治定远县（今安徽省定远县东南大桥乡三官集）。辖境约当今安徽省定远县地。隋文帝开皇三年（583年）废广安郡。